# رشید بن شریف
مولای رشید (۱۶۳۱ تا ۹ آوریل ۱۶۷۲) سومین سلطان تافیلالت و نخستین سلطان علوی مراکش بود. او پسر بنیانگذار این دودمان، شریف بن علی بود. او در ۲ اوت ۱۶۶۴ در نبردی در دشت انگاد برادرش محمد را کشت و خود سلطان شد. او در نهم آوریل سال ۱۶۷۲ میلادی درگذشت و حکومت به برادرش اسماعیل بن شریف رسید.